# Injection musculaire faciale autologue
L'injection musculaire faciale autologue — également appelée depuis sa création, selon la terminologie anglaise : FAMI, acronyme de facial autologous muscle injection — est une intervention médicale a minima sans incision, pour le rajeunissement facial ou la correction des déformations dues à un accident, une chirurgie antérieure ou un défaut congénital.
La FAMI est une injection de graisse utilisée pour répondre à la perte de volume du visage, du fait du vieillissement, ou pour rétablir les muscles faciaux et les surfaces osseuses.
La procédure implique le retrait des cellules souches adultes du tissu adipeux d'une autre partie du corps et de les raffiner afin qu'elles puissent être réinjectées dans le tissu adipeux vivant dans des zones du visage spécifiques sans incisions. 
La FAMI est une méthode de consultation  et une alternative aux comblements et de raffermissements du visage,.
La procédure n'exige pas d'anesthésie générale et les risques de réactions allergiques sont minimes, du fait de l'utilisation du propre tissu du patient comme injection faciale.
La méthode utilise le compartiment vasculaire de la graisse autologue — SVF, stromal vascular fraction — qui a été démontré porteur de cellules souches adultes mésenchymateuses. Celles-ci sont injectées profondément dans le visage au contact des vaisseaux des muscles de l'expression faciale à l'aide de canules mousses.

## Historique
Les procédures de transplantation de graisse ont été utilisées pendant des décennies pour redonner du volume au visage et il en résulte le développement de différentes techniques au fil du temps. 
L'injection musculaire faciale autologue (FAMI) a été développée par le Dr Roger Amar, un chirurgien plasticien français,. 
Amar est le fondateur et le directeur de l'académie internationale de la FAMI à Marbella, en Espagne. 
Cette académie a permis l'enseignement de cette technique à des centaines de chirurgiens en Europe, en Asie et aux États-Unis où Roger Amar a enseigné de 2001 à 2007. 
La FAMI a été introduite aux États-Unis en 2001. 
La procédure de la FAMI diffère des autres procédures de transplantation dans le fait qu'elle prend en compte les voies vasculaires faciales du patient, tout en utilisant son propre tissu adipeux, pour répondre à la parte de volume facial sans avoir à faire d'incisions.
La technique FAMI diffère des autres procédés de transfert de graisse car elle permet d'insérer les extraits purifiés de la graisse au contact des faisceaux vasculaires profonds du ou de la patiente, garantissant par là sa fixation immédiate et sa pérennité, ceci sans incision. 

## Indications
L'injection autologue de tissus extraits de la graisse (SVF) est indiquée pour corriger les effets naturels du vieillissement. La procédure peut aussi être utilisée pour améliorer les résultats insatisfaisants d'autres procédures telles que la chirurgie pour le raffermissement du visage. Les indications incluent les  dépressions ou les creux  sur le visage dus au vieillissement, à un traumatisme, ou à une  ancienne chirurgie, ainsi que de la ptôse des joues causées par la perte de volume dans la région supérieure du visage.
La FAMI peut être utilisée en combinaison avec une chirurgie sous la ligne de la mâchoire pour répondre à l'aspect de fléchissement du cou et de l'apparence squelettique du visage ou dans le cas où cou ou visage présente des structures extrêmement maigres caractérisées par un creusement infra orbitaire dû à la perte de poids.

## Procédure
Les injections musculaires faciales autologues sont des procédures qui visent la graisse multiplan autologue profonde. 
La FAMI consiste en une autogreffe de cellules souches adultes afin de reconstruire les muscles et les os. 
Les cellules souches adultes sont prélevées à partir d'une région du tissu adipeux dans une zone séparée du corps, principalement au niveau de l'abdomen du ou de la patiente, mais également au niveau des hanches ou des genoux, toute zone où le tissu graisseux est plus abondant et plus résistant au régime amaigrissant (La graisse prélevée est traitée par ultracentrifugation de 1 500  à   13 680 g). Les cellules graisseuses et souches recueillies sont concentrées et raffinées. 
Les cellules souches sont ensuite réinjectées dans les muscles du visage. Plus précisément, les injections sont faites à proximité ou à l'intérieur des muscles responsables des expressions du visage,.
En reconstruisant les structures du visage avec ses propres cellules souches adultes, la FAMI rajeunit le visage du patient avec un volume restauré des muscles et des os faciaux.
Les procédures de la FAMI ne sont pas chirurgicales, ce sont des méthodes de consultations externes qui ne requièrent pas l'utilisation d'un scalpel ou d'incisions, mais plutôt d'un recours à des canules jetables spécialement conçues qui sont utilisées pour suivre les courbures du crâne et placer le tissu adipeux autour du visage,.
Les résultats de cette procédure sont durables, ou relativement permanents du fait de l'utilisation du tissu naturel au lieu des substances de comblement facial, mais aussi parce que les injections sont faites sur les muscles responsables des expressions du visage et que cela améliore la rétention des greffons.
Comme il s'agit d'une procédure sans incision, les injections musculaires faciales autologues sont sans cicatrice et les résultats semblent naturels,.
Ce sont des canules mousses courbes qui sont introduites sous la peau pour épouser les reliefs et les dépressions du squelette facial, pour suivre les trajets musculaires depuis leur origine osseuse jusqu'à leur insertion dermique ou vice versa.
La reconstitution des structures du visage dans tous ses plans, osseux, musculaires et graisseux, permet dans certains cas de vraiment rajeunir, le ou la patiente, plus naturellement que ne le ferait la meilleure des chirurgies[non neutre].
La méthode FAMI est une technique chirurgicale extrêmement précise[non neutre], nécessitant des connaissances anatomiques en trois dimensions et une pratique que ne peuvent être développées qu’au cours de nombreuses dissections.

## Complications
Les complications provenant des injections musculaires faciales autologues sont rares[réf. souhaitée].
La procédure est invasive a minima et n'exige pas le recours à une anesthésie générale, cependant, une anesthésie locale est faite pour éviter au patient de ressentir la douleur ou un inconfort. Les procédures de la FAMI ne sont pas chirurgicales[réf. nécessaire], il s'agit d'une méthode de consultation externe qui peut être réalisée en dehors d'un l'hôpital.
Depuis 2011, dans le rapport relatif aux  techniques avancées en matière de liposuccion et de transfert de graisse[réf. souhaitée], il a été observé que dans 726 cas sur une période de 14 ans, aucune complication comme la cytostéatonécrose, la formation de pseudo-kystes, des infections ou d'autres problèmes n'a été signalée.
Il s'agit d'une anesthésie tronculaire des branches du nerf trijumeau que l’on associe, pour plus de confort, à une sédation consciente.
L'intervention est ambulatoire dans un bloc opératoire possédant des conditions de stérilité chirurgicales. 
En 17 ans de pratique de transferts graisseux pour les 30 muscles de la face selon la méthode FAMI, il n'a été noté aucune section nerveuse, aucun hématome, aucune cytostéatonécrose et aucune déformation pouvant entraîner une retouche.